# 차이나 스타스
차이나 스타스(영어: China Stars, 중국어 간체자: 中国之星, 정체자: 中國之星, 병음: Zhōngguó zhī Xīng 중궈즈싱[*])는 2005년에 중화인민공화국의 중국 야구 리그의 최고 선수들로 구성되어 결성된 올스타 야구팀이다. 결성 직후에 일본야구기구, 중화 직업봉구 대연맹, 한국 야구 위원회와 함께 아시아 시리즈에 출전하였다. 3번 출전하여 9전 전패하였다.
2008년 아시아 시리즈에는 이 팀 대신 리그 우승팀인 톈진 라이온스가 출전했다. 그 다음 대회인 2011년 아시아 시리즈에서는 중국 야구 리그에서 팀을 출전시키지 않았다. 2012년 아시아 시리즈에서 다시 출전하였고 2013년 아시아 시리즈에는 출전하지 않았다.